# Milt Campbell
Milton "Milt" Gray Campbell (Plainfield, 9 de dezembro de 1933 – Gainesville, 2 de novembro de 2012) foi um atleta e campeão olímpico norte-americano especializado no decatlo.
Jogador de futebol americano, nadador e praticante do decatlo na Universidade de Indiana, estreou em Jogos Olímpicos em Helsinque 1952 conquistando uma medalha de prata, com apenas 18 anos, logo atrás do também norte-americano Bob Mathias, que conquistava ali o bicampeonato olímpico da prova. Quatro anos depois, em Melbourne 1956, foi a sua vez, ganhando o ouro com um total de 7614 pontos, quebrando o recorde olímpico anterior de Mathias, que em Helsinque também foi recorde mundial.
Atleta prolífico, no ano seguinte deixou o atletismo e tornou-se jogador profissional de futebol americano pelos Cleveland Browns, e jogou toda uma temporada como defensor junto com o futuro astro do cinema Jim Brown. Primeiro afro-americano campeão olímpico do decatlo, ele foi dispensado dos Browns por seu dono Paul Brown, por ter se casado com um mulher branca em 1958; transferiu-se então para a Canadian Football League onde jogou por vários anos até encerrar a carreira em 1964 e retornar aos EUA.
Depois de lutar por mais de uma década contra um câncer de próstata, Campbell morreu em de novembro de 2012, em sua casa em Gainnesville, a cerca de 90 km da cidade de Atlanta, na Geórgia.